# メダルゲームのタイトル一覧
メダルゲームのタイトル一覧（メダルゲームのタイトルいちらん）では、日本国内で稼働したメダルゲームのタイトルの一覧を稼働開始年別に列挙する。
なお、パチンコ・パチスロのアミューズメント仕様機については、本項目では扱わない。また、ビデオゲーム、大型筐体ゲームについてはアーケードゲームのタイトル一覧を参照。
●はALL.Net（セガ・インタラクティブ）やe-AMUSEMENT（コナミアミューズメント）など、オンラインに対応したタイトルである。

## 1970年代
- ザ・ダービーVφ（シグマ）

## 1980年代
- エクストラカード（日本物産）
- カントリーガール（日本物産）
- スリーディーラーズ（日本物産）
- 花ロイヤル（日本物産）
- 花ピューター（日本物産）
- フルーツ&バニー（日本物産）
- リバティ・セブン（日本物産）
- リバティ・ベル（日本物産）
- ロイヤルカード（日本物産）
- ロイヤルライン（日本物産）
- ワールドビンゴ（セガ）
- ドリーミーフォールス（タイトー）
- ウォンテッド（カトウ製作所）
- とんとん（サクセス）
- カーニバル（ナムコ）
- ぞんびくん（サクセス）
- とんとんびょうし（サクセス）
- ぴょんぴょん（サクセス）
- ワールドダービー（セガ）
- くるくるぴょんぴょん（サクセス）
- ニューとん（サクセス）
- パラパラダイビング（サクセス）
- ぴよぴよ（サクセス）
- ビンゴサーカス（セガ）
- ブラックホール（ナムコ）

## 1990年
- アヒルのヨーイドン（こまや）
- マジックカップ（トーゴ）
- ウルトラマンバトル（バンプレスト）

## 1991年
- スライムくん（コナミ）
- つりっ子ペン太（コナミ）
- マリオルーレット（コナミ）
- あっちむいてホイ（サクセス）
- ぴょんぴょんジャンプ（サクセス）
- ロイヤルアスコット（セガ）
- ショーレビュー（ナムコ）
- 仮面ライダーレーシング（バンプレスト）
- SDガンダムバトル（バンプレスト）
- それいけ！アンパンマンのアンパンマンワールド（バンプレスト）

## 1992年
- アンパンマンのあっちむいてホイ（バンプレスト）
- いもほりペン太（コナミ）
- ドリームサーキット（コナミ）
- スイスイぴょんぴょん（サクセス）
- ウエスタンドリーム（セガ）
- カリビアンブール（セガ）
- ビンゴパーティー（セガ）
- ぶっとびチョロQ RACE（GRC）
- ウルトラマン大地球防衛戦（バンプレスト）

## 1993年
- ストリートファイターII ラウンドアタック（カプコン）
- カンフーキッド（コナミ）
- しゅりけんボーイ（コナミ）
- どうぶつグランプリ（コナミ）
- ふうせんペン太（コナミ）
- ワイワイジョッキー（コナミ）
- ワイワイビンゴ（コナミ）
- ワイワイポーカー（コナミ）

## 1994年
- ダムダムボーイ（コナミ）
- ぶっとびストライカー（コナミ）
- パワーキック（サンワイズ）
- スーパーダイス クラップス（セガ）
- ビンゴパーティー マルチカード（セガ）
- スパイラルフォール（ナムコ）
- ゼロス（ナムコ）
- スーパーマリオカート ドキドキレース　(バンプレスト)

## 1995年
- G1クラシック（コナミ）
- つかんでとるちっち（コナミ）
- ピッタンコザウルス（コナミ）
- ミリオンフィーバー（コナミ）
- トレジャーマウンテン （ナムコ）
- ぱちぷよ（バンプレスト）

## 1996年
- ゴー！ゴー！コニーちゃん！ジャカジャカジャンケン！（カプコン）
- G1クラシック ウインズ（コナミ）
- スペースポカーン（コナミ）
- どぼちゃん（コナミ）
- PENNY FALLS SPECIAL（シグマ）
- ビンゴパーティー フェニックス（セガ）
- BINGO FANTASY（セガ）
- パックエイト（ナムコ）
- パックカーニバル（ナムコ）
- パックスロット（ナムコ）
- ビンビンビンゴ（ナムコ）
- ファミリージャンボ抽選会（ナムコ）

## 1997年
- スーパーメダルファイターズ（カプコン）
- ボンバーマンみそボンルーレット（カプコン）
- がんばれゴエモン（コナミ）
- コロコロペン介（コナミ）
- ドラゴンパレス（コナミ）
- いたずらだいすき！スシマルくん（シグマ）
- 宇宙特急メダリアン（シグマ）
- ゲゲゲの鬼太郎 妖怪スロット（シグマ）
- バーニング三輪車（シグマ）
- ペプシマン（シグマ）
- みんなあつまれ！ドッジヒーロー（シグマ）
- ビンゴプラネット（セガ）
- ロイヤルアスコット2（セガ）
- ロイヤルアスコット2 スタンダード（セガ）
- 鉄拳カードワールド（ナムコ）
- ドッカーンマウンテン（ナムコ）
- パックアドベンチャー（ナムコ）
- プロスペクティブウィナー（ナムコ）
- ワニワニパラダイス（ナムコ）
- リーチDEバトル（バンプレスト）

## 1998年
- かっとばせ!パワプロクン（コナミ）
- G1クラシック EX（コナミ）
- G1クラシック ウインズ EX（コナミ）
- トゥインクルドーム（コナミ）
- ぶぅぶぅバンク（コナミ）
- トランスフォーマービーストウォーズII（シグマ）
- ねらえ! スーパーゴール（セガ）
- ソニックブラストマンのじゃんけんバトル（タイトー）
- バブルンるーれっと（タイトー）
- パッキィのトレジャースロット（タイトー）
- はりきりジュニアベースボール（タイトー）
- ザ・ビンゴショー（ナムコ）
- 鉄拳バトルスクラッチ（ナムコ）
- ファミスタグランドスラム（ナムコ）
- ラッキーガラポン（ナムコ）
- クレヨンしんちゃんのだるまおとしだゾ（バンプレスト）

## 1999年
- G1リーディングサイアー（コナミ）
- パワフルチャンス（コナミ）
- 遊戯王モンスターカプセル（コナミ）
- お宝ロコモ（サミー）
- シャテキッズ（サミー）
- ドキドキ金魚すくい（サミー）
- チャレンジゴルフ（セガ）
- メダルゲッター電車でGO! 子供編（タイトー）
- ガンバレットフィーバー （ナムコ）
- とびこせジャンプマン（ナムコ）
- メリーボンバー（ナムコ）
- クラッシャーマコちゃん（タクミコーポレーション）

## 2000年
- 筋肉番付 スプレーヒッター（コナミ）
- G1リーディングサイアー バージョン2（コナミ）
- サイクロンフィーバー（コナミ）
- それいけ！はなぷー（コナミ）
- ドラゴンパレス 龍龍行進（コナミ）
- ビンゴブーマー（コナミ）
- ぴっかりチャンス（コナミ）
- らんらんぱぴぃ（コナミ）
- アニマルキャッチ（サミー）
- いたずらモンキー（サミー）
- おとしちゃオットット（サミー）
- ゴーゴーカウボーイ（サミー）
- 大砲でドボーン（サミー）
- パイなげ大会（サミー）
- みんながんばれ！ダッシュヒーロー（シグマ）
- スターホース（セガ）
- バブルンのくるくるジャンプ（タイトー）
- レンダファイター（タイトー）
- ギャラクシアンフィーバー（ナムコ）
- 射撃楽園（ナムコ）
- すごろくアドベンチャードルアーガの塔（ナムコ）
- ナムコスターズ（ナムコ）
- パックンパーティー（ナムコ）
- ファンキューブ（ナムコ）

## 2001年
- 筋肉番付 キックターゲット（コナミ）
- 筋肉番付 ストラックアウト（コナミ）
- G1リーディングサイアー バージョン3（コナミ）
- スロットモンスター（コナミ）
- ねらってドンドン（コナミ）
- フォーチュンオーブ（コナミ）
- モンスターゲート（コナミ）
- こてき隊スロット（サミー）
- ザリガニ釣り（サミー）
- ジャングルカーニバル（サミー）
- トレジャーフォール（サミー）
- ハエハエカ・カ・カ（サミー）
- 虫とり名人（サミー）
- もりのドッジボール選手権（サミー）
- ワイワイわなげ（サミー）
- 銀河鉄道999 GALAXY EXPRESS（セガ）
- スターホース2001（セガ）
- ダンシングフィーバー ゴールド（セガ）
- ボートレース オーシャンヒーツ（セガ）
- ねこショット！（ナムコ）
- ぱっくんレストラン（ナムコ）

## 2002年
- G1ウイニングサイアー（コナミ）
- マリンシュート（コナミ）
- モンスターゲート2（コナミ）
- ライオンフィーバー（コナミ）
- 一本釣りスロット（サミー）
- カラテマン（サミー）
- くるくるトレイン（サミー）
- 射的横丁（サミー）
- じゃりんこステーション（サミー）
- どうぶつ大集合（サミー）
- 早撃ちガンキッズ（サミー）
- 森のオーケストラ（サミー）
- お祈り大明神（セガ）
- スターホース2002（セガ）
- ビンゴパーティー スプラッシュ（セガ）
- おてんきテンちゃん（ナムコ）
- すごろチックJAPAN（ナムコ）
- スロットの王子様（ナムコ）
- にがおえぴったんこ（ナムコ）
- パズボール（ナムコ）
- ぶんぶんブーメラン（ナムコ）
- わくわくかんらんしゃ（ナムコ）

## 2003年
- オーバルアリーナ（コナミ）
- G1ウイニングサイアー バージョン2（コナミ）
- G1ターフワイルド（コナミ）
- ファンタジックフィーバー（コナミ）
- フォーチュンオーブ第2章 伝説の宝珠（コナミ）
- モンスターゲート3（コナミ）
- ザックザク海賊団（サミー）
- サファリキングダム（サミー）
- ワンタッチャブル（サミー）
- お祈り大明神 祭（セガ）
- スターホース プログレス（セガ）
- ドラゴントレジャー（セガ）
- ガーディアンズトラップ（タイトー）
- ブルーラグーン（タイトー）
- ロストポリス（タイトー）
- きせかえスタジオ（ナムコ）
- ドキドキ！フラワー（ナムコ）
- ハッピーおみくじ（ナムコ）
- 羊飼いのペター（ナムコ）

## 2004年
- SHUFFLE BROS. BACCARAT（アルゼ）
- ROULETTE BAR COCKTAIL STAGE（アルゼ）
- 加トちゃんの日本全国くるくる列車でペ（カプコン）
- スーパーマリオ 不思議のジャンジャンランド（カプコン）
- ちびまる子ちゃん「みんなですごろく遊び」の巻き（カプコン）
- ゴールデン ドラゴン（クロン）
- チキ・チキ・クイックファイヤー（クロン）
- ホワイト・ウルフ（クロン）
- ワイルドローゼス・ザ・ガーデン（クロン）
- ウィングファンタジア（コナミ）
- G1ターフワイルド2（コナミ）
- モンスターゲートオンライン ～混沌の大地～（コナミ）
- 太極神龍（コナミ）
- アウタースペース（サミー）
- アニマルパンチ（サミー）
- お宝探検隊（サミー）
- ドタバタザウルス（サミー）
- 忍チュー伝説（サミー）
- プリティーウィッチポワン（サミー）
- ガチャマンボ!（セガ）
- ディスコドリーム（セガ）
- ドラゴントレジャーII（セガ）
- ビンゴパーティー スプラッシュSP（セガ）
- シネマテックルーレット（タイトー）
- ヤジルシくん（タイトー）
- 世界化石発見!（ナムコ）
- ダイスロン（ナムコ）

## 2005年
- SHUFFLE BROS. BLACKJACK（アルゼ）
- 撃 魔界村（カプコン）
- ドンキーコング ジャングルフィーバー（カプコン）
- ロックマンエグゼ ザ メダル オペレーション（カプコン）
- アラビアンクリスタル（コナミ）（●）
- G1ターフワイルド3（コナミ）
- G1ホースパーク（コナミ）
- 彩華爛漫（コナミ）
- ファンタジックフィーバー2（コナミ）
- モンスターゲートオンラインII ～時空のフォークロア～（コナミ）
- スターホース2（セガ）
- ドラゴントレジャーIII（セガ）
- ビンゴパレード（セガ）
- モノポリー ザ メダル（セガ）
- たすけろ！トロピカルフィッシュ（セガ）
- 大江戸カブキッズ（セガ）
- パズキューブ（ナムコ）
- ボールポムライン（ナムコ）
- メダルの達人 ドキッ！大当たりだらけのすごろく祭り（ナムコ）

## 2006年
- G1ホースパークEX（コナミ）
- ギガドレイク オンライン（コナミ）（●）
- プレシャスパーティー（コナミ）（●）
- ガチャマンボ! サボテンカーニバル（セガ）
- グランドクロス（コナミ）（●）
- フォーチュンオーブ第3章 宝珠王国（コナミ）
- アミー漁（セガ）
- スターホース2 SECOND FUSION（セガ）（●）
- ケロロ軍曹 地球（ペコポン）侵略司令…であります！（バンダイナムコゲームス）
- アイシールド21　狙え！逆転のタッチダウン（バンプレスト）

## 2007年
- シブクール（アトラス）
- シブダイナソーズ（アトラス）
- ALIEN DANGER（カプコン）
- メダル麻雀 もうかり番長（ケイブ）
- エターナルナイツ（コナミ）（●）
- スピンフィーバー（コナミ）（●）
- トゥインクルドロップ（コナミ）（●）
- パニックパイレーツ（コナミ）（●）
- ユーロクイーン（コナミ）
- SNC セガネットワークカジノクラブ（セガ）（●）
- クラブ マジェスティ（セガ）
- スターホース2 THIRD EVOLUTION（セガ）（●）
- to アミー漁（とあみーぎょ）（セガ）
- ビンゴギャラクシー（セガ）
- ビンゴパーティー パイレーツ（セガ）
- ファンタジーアリーナ（セガ）
- ミラージュワールド（セガ）
- メダリンク（セガ）
- クラブマジェスティ（セガ）
- ダイノマックス（タイトー）
- クレヨンしんちゃん チョコビハンターしんのすけ（バンダイナムコゲームス）
- メダルの達人2 あつまれ!ゴー!ゴー!双六戦隊ドンレンジャーファイブ（バンダイナムコゲームス）
- キン肉マン 復活!悪魔超人軍団の巻（バンプレスト）
- メダルフロンティア クレヨンしんちゃん 嵐を呼ぶ!カスカベランド（バンプレスト）
- メダルフロンティア キン肉マン 復活!悪魔超人軍団の巻（バンプレスト）
- ルパン三世 三つの宝珠は道標（バンプレスト）

## 2008年
- ちびまる子ちゃん めざせ富士山日本一!（カプコン）
- パイレーツオブがっぽり（ケイブ）
- エターナルナイツ2 封印の聖石（コナミ）（●）
- グランドクロス プラス（コナミ）（●）
- ファンタジックフィーバー3（コナミ）（●）
- FEATUREWORLD 悪魔城ドラキュラ THE MEDAL（コナミ）
- メテオスパーク（コナミ）（●）
- MOTOR X（コナミ）（●）
- ワンダーマーチ（コナミ）（●）
- アスコットガーデン（セガ）
- ガリレオファクトリー（セガ）
- キッズ屋台村 金魚すくい（セガ）
- クラブマジェスティ ウォーリーをさがせ!THE MEDAL（セガ）
- クラブマジェスティ ガトリング　ポーカー（セガ）
- スターホース2 FOURTH AMBITION（セガ）（●）
- SNC セガネットワークカジノクラブ Ver.2（セガ）（●）
- ブラックジャック ネイルドエース（セガ）
- メダリンク UNO the Medal（セガ）
- モノポリー・ザ・メダル 2nd EDITION（セガ）
- きかんしゃトーマス どきどきメダルランド（タイトー）
- ダイノキングIII（タイトー）
- 海物語 ラッキーマリンシアター（バンダイナムコゲームス）
- ゲゲゲの鬼太郎 祭りでバトルじゃ（バンダイナムコゲームス）
- UGOUGO MANIA（太平技研工業）

## 2009年
- マリオパーティ ふしぎのコロコロキャッチャー（カプコン）
- インフィニティリングズ（コナミ）（●）
- ギャラクシーワールド パニックハンター（コナミ）
- グランドクロス プレミアム（コナミ）（●）
- スピンフィーバー 第2章 夢水晶と魔法のメロディー（コナミ）（●）
- G1ホースパークGX（コナミ）（●）
- MILLIONET（コナミ）（●）
- ガリレオファクトリー2（セガ）
- キッズ屋台村 射的（セガ）
- スターホース2 FIFTH EXPANSION（セガ）（●）
- スターホース プログレス リターンズ（セガ）
- SNC セガネットワークカジノクラブ Ver.3（セガ）（●）
- メダリンク ぷよぷよ（セガ）
- ファンタジーコロシアム（タイトー）
- つみきっず（富士電子工業）

## 2010年
- エターナルナイツ3 ～勇者の系譜～（コナミ）（●）
- G1ターフTV（コナミ）（●）
- メダルのガンマン（セガ）
- すすめ！スゴロケッツ（セガ）
- パノラマファンタジー（コナミ）（●）
- フォーチュントリニティ（コナミ）（●）
- アラビアンジュエル（セガ）
- アミNo.3（セガ）
- 100&メダル KAZAAAN!!（セガ）（●）※コナミのミリオネットの据置端末が設置されている時のみ
- スターホース2 FINAL DESTINATION（セガ）（●）

## 2011年
- フォーチュンワイルド（アムジー）
- New SUPER MARIO BROS. Wii コインワールド （カプコン）
- モンスターハンターメダルハンティング （カプコン）（●）
- アニマロッタ（コナミ）（●）
- エターナルナイツ4 ～響きあう魂～（コナミ）（●）
- グランドクロスクロニクル（コナミ）（●）
- G1ホースパークJUDGMENT（コナミ）（●）
- 箱絵巻 まんぷくすいぞくかん（セガ）
- スピンフィーバー 夢幻のオーケストラ（コナミ）（●）
- ラブプラス MEDAL Happy Daily Life（コナミ）（●）
- キッズ屋台村 ‐金魚すくい‐ 大漁だヨ! 全員集合（セガ）
- スターホース3（セガ）（●）
- スターボート（セガ）（●）
- レディラック（セガ）（●）
- ザッツパラダイス（セガ）（●）
- みんなでダービー（エンハート）
- ポケモンメダルワールド（バンダイナムコエンターテインメント）

## 2012年
- マリオパーティ くるくる!カーニバル（カプコン）
- ヴィーナスファウンテン（コナミ）（●）
- エターナルナイツトラスト（コナミ）（●）
- フォーチュントリニティ2（コナミ）（●）
- メダルdeファンタジーゾーン（セガ）
- ガリレオファクトリー3 -プラネットゼロ-（セガ）
- 100&メダル 激KAZAAAN!!（セガ）
- 100&メダル HYOZAAAN!!（セガ）
- BingoDrop（セガ）（●）
- メダル戦士ブツケルンジャー（セガ）
- 釣りスピリッツ（バンダイナムコエンターテインメント）

## 2013年
- マリオパーティ ふしぎのコロコロキャッチャー2（カプコン）
- アニマロッタ2 アニマフェスティバル（コナミ）（●）
- エターナルナイツレジェンド（コナミ）（●）
- ドリームスフィア グランドクロス（コナミ）（●）
- 箱絵巻 まんぷくどうぶつえん（セガ）
- 北斗の拳バトルメダル（セガ）（●）
- ホルカ×トルカ（セガ）（●）

## 2014年
- モンスターハンターメダルハンティング コンパクト（カプコン）
- 鬼武者Soulカードラッシュ（カプコン）
- カラコロッタ（コナミ）（●）
- ご当地あラウンド（コナミ）（●）
- 回せ!ギアドライヴ（コナミ）（●）
- キッズわんぱく村（セガ）
- 100&メダル GINGAAAN!!（セガ）（●）※コナミのミリオネットの据置端末が設置されている時のみ
- 海物語in沖縄 ウキウキバケーション（バンダイナムコエンターテインメント）（●）
- ポケットモンスター バトルナイン（バンダイナムコエンターテインメント）
- 戦国無双メダル乱舞（バンダイナムコエンターテインメント）※未発売
- モンスターバスターズ（ホープ）

## 2015年
- アニマロッタ3 伝説のアニマ（コナミ）（●）
- シャドウプリンセス（コナミ）（●）
- フィーチャープレミアム（コナミ）（●）
- 祭deフィーバー!!（コナミ）（●）

## 2016年
- マリオパーティ ふしぎのチャレンジワールド（カプコン）（●）
- カラコロッタ2 ワンダフルオーシャン（コナミ）（●）
- ツナガロッタ（コナミ）（●）
- フォーチュントリニティ3  〜三神獣の秘宝〜 （コナミ）（●）
- 山のぼりゲーム（こまや）
- バベルのメダルタワー（セガ）（●）
- フィッシングスピリッツ (BANDAINAMCO)

## 2017年
- モンスターハンターメダルハンティングG（カプコン）
- アニマロッタ おとぎの国のアニマ（コナミ）（●）
- エルドラクラウン（コナミ）（●）
- トレジャーシュート（コナミ）（●）
- マジカルシューター（コナミ）（●）

## 2018年
- カラコロッタ 太陽とひみつの島（コナミ）（●）
- ツナガロッタ アニマと虹色の秘境（コナミ）（●）
- ボンバーマン・ザ・メダル（コナミ）（●）
- マーブルフィーバー（コナミ）（●）
- レッ釣りGO！（セガ）（●）

## 2019年
- GRANDCROSS LEGEND (KONAMI)
- ぐらぐらカメタワー (Amuzy)
- ぶ〜ぶ〜レース (Amuzy)
- ワニッコパンチ パーティー (Amuzy)
- アニマロッタ アニマと雲の大樹 (KONAMI)
- もしかして？おばけの射的屋 (ENHEART)
- バベルのメダルタワーＷ！ (SEGA)
- エルドラクラウン 紅蓮の覇者 (KONAMI)
- StarHorse4 (SEGA)

## 2020年
- カラコロッタ めざせ！夢の宝島  (KONAMI)
- スマッシュスタジアム (KONAMI)
- ダイノキングビクトリー (TAITO)
- 海物語ラッキーマリンツアーズ (BANDAINAMCO)
- ガッポリすし極 (ENHEART)

## 2021年
- FORTUNE TRINITY 精霊の至宝祭 (KONAMI)
- タッチ デ ルーレット パーティー (Amuzy)
- 連射！ デ アタックダイヤモンド パーティー (Amuzy)
- トレトレフィッシング (Amuzy)
- ひっぱりカウボーイ (Amuzy)
- アニマロッタ アニマと星の物語 (KONAMI)
- DUEL DREAM (KONAMI)
- ガッ釣りGO！ (SEGA)
- 謎！？のあにあにアイランド (ENHEART)
- GI-WorldClassic RISING (KONAMI)
- フィッシングスピリッツ NEW (BANDAINAMCO)

## 2022年
- GRANDCROSS GOLD (KONAMI)
- 星のドラゴンクエスト キングスプラッシュ (TAITO)
- ポケモンコロガリーナ (SEGA)
- カラコロッタ フローズンアイランド (KONAMI)
- 釣りスピリッツ シンカー (BANDAINAMCO)

## 2023年
- 桃太郎電鉄 ～メダルゲームも定番！～ (KONAMI)
- ホリアテール (SEGA)
- アニマロッタ 夢のアニマランド (KONAMI)
- ひょっとして？ドッサリ金山＃一山当てる (ENHEART)
- フォーチュントリニティ 時空のダイヤモンド (KONAMI)
- エルドラクラウン 悠久のラビリンス (KONAMI)
- BINGO THEATER (SEGA)

## 2024年
- カラコロッタ まぼろしの桃源郷 (KONAMI)
- JACKPOT CIRCUS (SEGA)
- パワフルプロ野球 開幕メダルシリーズ！(KONAMI)
- あつまれ！けろっぱアイランド (Amuzy)

## 2025年
- アニマロッタ 勇者アニマと竜の秘宝 (KONAMI)
- パワフルプロ野球 開幕メダルシリーズ！ 二刀流！(KONAMI)
- MONOPOLY THE MEDAL AMERICAN DREAM (SEGA)
- GI-WorldClassic GLORY (KONAMI)